# Forstkreide
Unter Forstkreide (auch Forstsignierkreide oder Signierkreide) versteht man Schreibkreiden, die zum wetterfesten, lichtechten Markieren von trockenem und nassem Holz, aber auch von Stein, Asphalt, Metall und anderen rauen Materialien geeignet sind. Sie entspricht im Aufbau und in der Herstellung den Farbminen, wie sie in Buntstiften gebräuchlich sind. Ebenfalls als Signierkreide werden Wachskreiden bezeichnet, die in Industrie und Handwerk für die Beschriftung und Markierung auf glatten Oberflächen verwendet werden.
Forstkreide besteht wie Tafelkreide aus Alabaster, einer speziellen Sorte Gips (chemisch Calciumsulfat), dem im Unterschied zur Tafelkreide Öle oder Fette beigemischt sind, wodurch eine gewisse Wetter- und Wischfestigkeit bei gleichzeitig höherer Bruchstabilität erreicht wird.
Forstkreide wird in der Regel in sechskantigen Stiften mit 120 Millimetern Länge und einem Durchmesser von 8–12 Millimetern  angefertigt. Sie kann mit einem Taschenmesser angespitzt werden. Um ein Anfärben der Hände zu vermeiden, wird Forstkreide mit einer Papierhülle versehen. Heutzutage wird sie meist in Klemmhaltern ähnlich den Druckbleistiften für lose Minen benutzt, was zusätzlich Bruch vermeiden hilft.
Handelsübliche Farben sind Rot, Grün, Gelb, Blau, Schwarz und Weiß sowie Fluoreszierend.
Eine DIN-Norm bzw. eine ÖNORM besteht nicht.